# Халілі Саїд Карімулла
Халілі Саїд Карімулла (рос. Халили Саид Каримулла; 2 вересня 1998) — російський біатлоніст, бронзовий медаліст чемпіонату світу, багаторазовий чемпіон і призер міжнародних і всеросійських змагань з біатлону серед юніорів, майстер спорту Росії.

## Життєпис
Народився в місті Пересвєт Сергієво-Посадського району Московської області. Всупереч волі батька, уродженця Афганістану, який хотів зробити з сина борця, став займатися біатлоном. Вихованець спортивної школи загального резерву «Юність Росії».
Навчається на факультеті спортивного менеджменту.

## Результати
За даними Міжнародного союзу біатлоністів.

### Олімпійські ігри
| Ігри       | Інд. гонка | Спринт | Персьют | Масстарт | Естафета | Змішана естафета |
| ---------- | ---------- | ------ | ------- | -------- | -------- | ---------------- |
| Пекін 2022 | 34         | —      | —       | —        | Бронза   | —                |

### Чемпіонати світу
| Чемпіонат    | Інд. гонка | Спринт | Персьют | Масстарт | Естафета | Змішана естафета | Одиночна змішана естафета |
| ------------ | ---------- | ------ | ------- | -------- | -------- | ---------------- | ------------------------- |
| Поклюка 2021 | 6          | 64     | —       | 20       | Бронза   | —                | —                         |

*В олімпійські сезони змагання проводяться тільки з дисциплін, що не входять в програму Ігор.

## Основні досягнення
Бронзову медаль чемпіонату світу Халілі виборов у складі чоловічої естафетної збірної Російського біатлонного союзу на світовій першості 2021 року, що проходила в словенській Поклюці. 
- Зимові юнацькі Олімпійські ігри 2016 (Ліллегаммер, Норвегія):
  -  Бронза — гонка переслідування 10 км (15.02.2016).
- Чемпіонат світу з біатлону серед юніорів 2017 (Осрбліє, Словаччина):
  -  Срібло — індивідуальна гонка 12.5 км (22.02.2017);
  -  Срібло — естафета 3×7.5 км (27.02.2017).
- Кубок світу з біатлону серед юніорів 2017—2018:
  -  Срібло — спринт 10 км (16.12.2017, Рачинес).
- Чемпіонат Європи з біатлону серед юніорів 2018 (Поклюка, Словенія):
  -  Золото — індивідуальна гонка 15 км (01.02.2018);
  -  Срібло — спринт 10 км (03.02.2018).
- Чемпіонат світу з біатлону серед юніорів 2018 (Отепяе, Естонія):
  -  Золото — естафета 4×7.5 км (27.02.2018);
  -  Бронза — індивідуальна гонка 15 км (01.03.2018).
- Чемпіонат світу з біатлону серед юніорів 2019 (Осрбліє, Словаччина):
  -  Золото — естафета 4×7.5 км (30.01.2019);
  -  Срібло — спринт 10 км (02.02.2019).